# 휴 린턴
휴 매킨타이어 린튼(Hugh MacIntyre Linton, 1926년 2월 24일 ~ 1984년 4월 10일)은 미국의 건축기사 출신 개신교 선교사이며 대한민국에서 주로 활동하였다. 한국명은 인휴(印休)이다.

## 생애
그는 1926년 전라북도 군산에서 선교사였던 아버지 윌리엄 린턴(한국명:인돈)과 어머니 샬럿 벨 린턴(한국명:인사례) 사이에서 출생하였고 지난날 한때 잠시 유아기를 일제 강점기 조선 전라남도 순천에서 보낸 적이 있는 그는 후일, 미국에서 교육받으며 자랐다. 그의 아버지가 1928년 안식년을 맞아 미국 컬럼비아대학교 신학대학원에 입학하였으며, 1930년 목사안수를 받고 돌아오는데, 이후 1940년 일제에 의해 다시 미국으로 추방되었기 때문에 그의 자녀들도 조선과 미국을 오가며 자랐을 것으로 보인다. 1947년 5월 로이스 베티(Lois Elizabeth Flowers Linton, 한국명 : 인애자)(영미권에서 Betty는 Elizabeth의 애칭이다)와 결혼하고 1950년 컬럼비아대학교 신학교를 졸업하였다.
1950년 한국전쟁이 발발하자 미 해군 대위로 인천 상륙 작전에 참전하기도 했다. 종전 후 1953년 프린스턴대학교에서 석사학위를 받고 다시 한국으로 돌아와 선교와 의료봉사에 나섰다. 등대선교회를 설립하여 전라남도 순천을 중심으로 도서 지역에 600여 개의 교회를 개척했으며, 그의 아내 인애자와 함께 30여년간 결핵퇴치 활동에도 매진하여, 1960년 순천 일대에 홍수가 나고 결핵이 크게 유행하게 되자, 순천기독치료소를 설립하여 결핵치료에 나서고, 아내 인애자는 순천결핵재활원(현 순천기독결핵요양원)을 설립하여 은퇴할 때까지 결핵퇴치를 위해 헌신하였다.
만년에는 공황장애로 고통받았으며 1983년 10월 10일을 기하여 선교와 목회 분야 은퇴를 선언하여 결국 서울을 떠나 전라남도 순천 승평 원도심촌에 낙향을 한 그는 6개월 후 1984년 4월, 전남 순천에서 음주운전을 하던 버스와 충돌 사고로 의식을 잃게 되었다. 앰뷸런스 차량이 없어 광주기독병원까지 택시로 이송하는 도중 58세의 나이로 숨졌으며, 이는 사후 그의 아들인 인요한이 한국형 구급차를 개발하는데 영향을 주었다.

## 가족 관계
- 아버지인 윌리엄 린턴은 1921년 21세 때 한국에 선교사로 파송되어 이후 48년간 의료, 교육 선교 활동을 했다. 파송 당시 윌리엄은 한국에 온 최연소 선교사였다.
- 아내 로이스 베티 (한국명 : 인애자 印愛子) (Lois Blizabeth Flowers Linton)는 휴 린튼의 사후에도 결핵재활원 봉사를 꾸준히 한 공로로 1996년 호암상과 국민훈장 목련장을 수상하였으며, 2023년 9월 별세하였다.[2]
- 아들인 스티브 린턴(인세반)은 '유진 벨 재단'의 회장직을 맡고 있다.
- 아들인 존 린턴(인요한)은 연세대학교 가정의학과 교수이며, 세브란스병원-국제진료센터의 소장이기도 하다.